# Jean-Pierre Allemand
Jean-Pierre Allemand (Plouguerneau, 4 de abril de 1942) es un deportista francés que compitió en esgrima, especialista en la modalidad de espada. Ganó dos medallas en el Campeonato Mundial de Esgrima en los años 1966 y 1967.

## Palmarés internacional
| Campeonato Mundial | Campeonato Mundial | Campeonato Mundial | Campeonato Mundial |
| Año                | Lugar              | Medalla            | Prueba             |
| ------------------ | ------------------ | ------------------ | ------------------ |
| 1966               | Moscú (URSS)       | Medalla de oro     | Espada por equipos |
| 1967               | Montreal (Canadá)  | Medalla de plata   | Espada por equipos |